# British Aerospace BAe 125
El British Aerospace BAe 125 es un reactor ejecutivo bimotor de tamaño medio, con modernas variantes comercializadas como el Hawker 800. Fue conocido como el Hawker Siddeley HS.125 hasta 1977. Es también utilizado por la RAF británica como entrenador de navegación (como Hawker Siddeley Dominie T1), y por la USAF como avión de calibración (como C-29).

## Desarrollo
En 1961, De Havilland comenzó a trabajar en un pequeño y revolucionario reactor ejecutivo conocido como DH.125 Jet Dragon. El primero de los dos prototipos voló el 13 de agosto de 1962, propulsado por los turborreactores Bristol Siddeley Viper.
El avión ha experimentado muchos cambios de designación durante su vida activa. Conocido originalmente como DH.125, fue rebautizado como HS.125 cuando De Havilland se convirtió en una división de Hawker Siddeley en 1963. Cuando Hawker Siddeley Aircraft se fusionó con la British Aircraft Corporation para formar British Aerospace en 1977, el nombre fue cambiado al de BAe 125. Sin embargo, cuando British Aerospace vendió su división de reactores ejecutivos a Raytheon en 1993, el reactor adquirió el nombre de Hawker 1000. En 1996, el fuselaje, alas y cola eran totalmente ensamblados y parcialmente equipados (controles de vuelo primarios y secundarios) en la planta británica de Airbus en Broughton, a las afueras de Chester; los subensamblajes se producían en Buckley (Bwcle en galés), también de Airbus. Todos los componentes de ensamblaje eran entonces enviados a Wichita, Kansas, Estados Unidos, para ser ensamblados.
La producción de la aeronave se detuvo abruptamente en 2013 debido a la quiebra del propietario Hawker Beechcraft, que sufrió durante la Gran Recesión de finales de la década de 2000 en la que la demanda de aviones comerciales se desplomó durante varios años. El modelo había estado en producción durante más de 50 años cuando se detuvo la fabricación, tiempo durante el cual se habían producido más de 1600 aviones. En abril de 2013, el Certificado de Tipo y la responsabilidad de soporte para todos los 125 construidos se transfirieron a la reformada Beechcraft Corporation. En octubre de 2012, Beechcraft no tenía la intención de reiniciar la producción de sus líneas de aviones comerciales; en su lugar, la compañía tenía la intención de vender o desmantelar las instalaciones de producción de la familia 125.

## Variantes

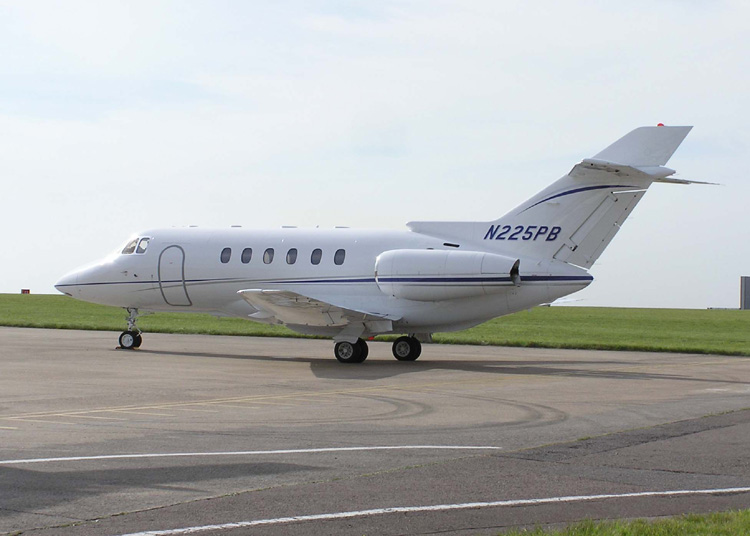
Raytheon Hawker 800.

DH.125 Series 1
Primera versión producida, 10 construidos, incluyendo 2 prototipos.
DH.125 Series 1A/1B
Versión mejorada con motores Bristol Siddeley Viper 521 (Series 1A) o 522 (Series 1B) con 13,8 kN de empuje cada uno.
HS.125 Series 2
Entrenador de navegación para la RAF, conocido en servicio como el Dominie T.Mk.1 (Rolls Royce Viper 301).
HS.125 Series 3
Mejora de motores.
HS.125 Series 400
Mejora de motores.
HS.125 CC1
Series 400 para la RAF.
HS.125 Series 600
Longitud incrementada 0,94 m para aumentar la capacidad a los catorce pasajeros.
HS.125 CC2
Series 600 para la RAF.
HS.125 Series 700
Motores turbofán Honeywell TFE731-3RH con 16,6 kN de empuje cada uno. Primer vuelo el 19 de junio de 1976.
BAe 125 CC3
Series 700 para la RAF.
HS.125 Protector
Basado en la Series 700. Avión patrullero marítimo con radar de búsqueda y cámaras.
BAe 125 Series 800
Incremento de envergadura, afilado de morro, ampliación de cola, incremento de la capacidad de combustible, primer reactor ejecutivo equipado con EFIS, motores mejorados, primer vuelo el 26 de mayo de 1983.
Hawker 800
BAe 125-800 después de 1993.
Hawker 800XP
Motores turbofán TFE731-5BR1H con 20,8 kN de empuje cada uno.
Hawker 800SP, 800XP2
Nueva designación para el 800A/B y el 800XP y equipados con winglets.
Hawker 850XP
800XP con winglets e interiores mejorados.
Hawker 900XP
850XP con motores turbofán Honeywell TFE731-50R para incrementar el alcance y las prestaciones en condiciones "hot and high".
Hawker 750
800XP con un interior aligerado y compartimento de equipaje calefactado en lugar del depósito de combustible ventral.
C-29A
Series 800 para la USAF para reemplazar al Lockheed C-140A.
U-125
Basado en la Series 800 como avión para inspecciones de vuelo para Japón (similar al C-29A).
U-125A
Basado en la Series 800, es un avión SAR para Japón.
BAe 125 Series 1000
Versión intercontinental del Series 800, 0,84 m de ampliación de fuselaje para incrementar su capacidad hasta quince pasajeros, incrementar la capacidad de combustible máxima y motores turbofán Pratt & Whitney Canada PW-305 con 23,2 kN de empuje cada uno, primer vuelo el 16 de junio de 1990, 52 construidos.
Hawker 1000
BAe 125-1000 después de 1993.
Handley Page HP.130
Propuesta de 1965 que no llegó a ser construida. Iba a contar con dos motores Bristol Siddeley Viper 520 de 3000 lb de empuje.

## Operadores

### Civiles

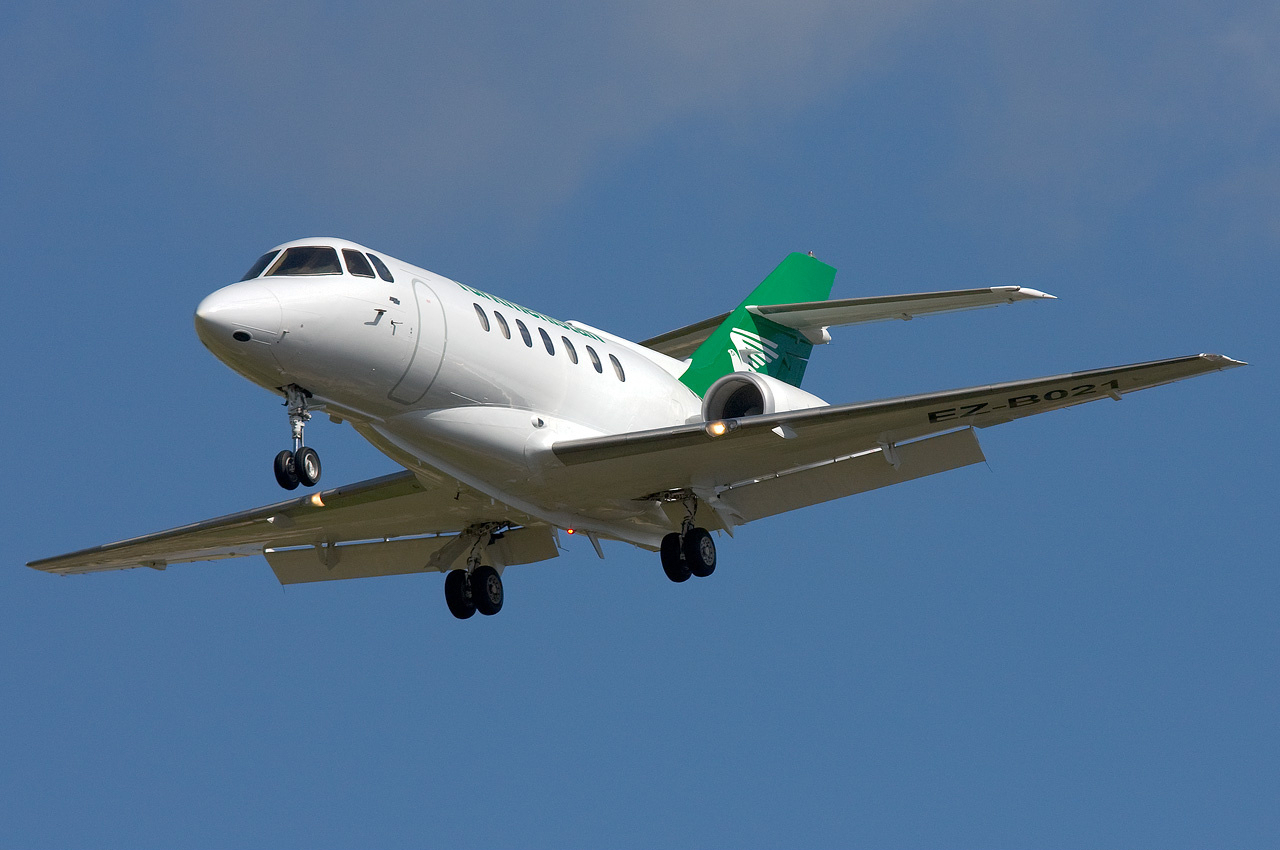
Turkmenistan Airlines.

Operadores privados, taxi aéreo, propiedad compartida y operadores ejecutivos chárter en todo el mundo.
 Australia
- Qantas: dos HS.125 Series 3 fueron utilizados para entrenamiento de tripulantes. El avión estuvo en servicio de 1965 a 1972.

 China
- Deerjet, Hainan Airlines: 4 Hawker 800XP, 2 Hawker 850XP y 1 Hawker 900XP en servicio con Deerjet en Pekín. Deerjet es una marca de Hainan Airlines (HNA).
- Shanghai Airlines: 1 Hawker 800XP en servicio con Shanghai Airlines con base en Shanghái.

 Turkmenistán
- Turkmenistan Airlines

### Militares
Arabia Saudita
- Real Fuerza Aérea Saudí

 Argentina
- Armada Argentina: operó un avión.

 Brasil
- Fuerza Aérea Brasileña

 Botsuana
- Ala de la Fuerza Aérea de Defensa de Botsuana

 Estados Unidos
- USAF

 Irlanda
- Cuerpo Aéreo Irlandés

 Japón
- Fuerza Aérea de Autodefensa de Japón

 Malaui
 Malasia
 Reino Unido
- RAF

 Uruguay

## Especificaciones (HS.125 Series 600)
Referencia datos: Jane's All The World's Aircraft 1976–77,

### Características generales
- Tripulación: Dos
- Capacidad: 8 pasajeros (disposición normal)/14 (alta densidad)
- Longitud: 15,4 m (50,5 ft)
- Envergadura: 14,3 m (47 ft)
- Altura: 5,3 m (17,3 ft)
- Superficie alar: 32,8 m² (353 ft²)
- Peso vacío: 5684 kg (12 527,5 lb)
- Peso máximo al despegue: 11 340 kg (24 993,4 lb)
- Planta motriz: 2× turborreactor Rolls-Royce Viper 601-22.
  - Empuje normal: 16,7 kN (1703 kgf; 3754 lbf) de empuje cada uno.
- Alargamiento: 6,25:1
- Capacidad de combustible: 5369 L

### Rendimiento
- Velocidad nunca excedida (Vne): 880 km/h
- Velocidad máxima operativa (Vno): Mach 0,78
- Velocidad crucero (Vc): 841 km/h (523 MPH; 454 kt) crucero máximo a 8534 m (28 000 pies)
- Alcance: 3060 km (1652 nmi; 1901 mi)
- Techo de vuelo: 12 000 m (39 370 ft)
- Régimen de ascenso: 25 m/s (4921 ft/min)
- Carrera de despegue: 1341 m
- Distancia de aterrizaje: 1036 m (-600A con peso al aterrizaje típico)
- Distancia de aterrizaje desde 15 m (50 pies): 649 m (con peso al aterrizaje típico)

## Aeronaves relacionadas

### Desarrollos relacionados
- Hawker 800
- Hawker 4000

### Aeronaves similares
- Bombardier Challenger 600
- Cessna Citation
- Learjet 25
- Dassault Falcon

### Secuencias de designación
- Secuencia DH._ (interna de De Havilland): ← DH.122 - DH.123 - DH.124 - DH.125 - DH.126 - DH.127
- Secuencia HS._ (interna de Hawker Siddeley): HS.125 - HS.133 - HS.138 - HS.140 →
- Secuencia C-_ (Aviones de Carga estadounidenses, 1962-presente): ← C-26 - C-27/J - C-28 - C-29 - C-31 - C-32 - C-33 →
- Secuencia U-_ (Aviones Utilitarios de la Fuerza Aérea Brasileña): ← U-42 - U-45 - U-55 - U-93